# 소보 (전한)
소보(蕭輔, ? ~ ?)는 전한 후기의 제후로, 개국공신 소하의 후손이다.

## 행적
감로 원년(기원전 53년), 아버지 소건세의 뒤를 이어 찬후(酇侯)에 봉해졌다.
시호를 사(思)라 하였고, 아들 소획이 작위를 이었다.

## 출전
- 반고, 《한서》 권16 고혜고후문공신표

| 선대 아버지 찬안후 소건세 | 전한의 찬후 기원전 53년 ~ ? | 후대 아들 소획 |